# Volgend jaar geen Riviera
Volgend jaar geen Riviera is een hoorspel van Michael Brett. Double Crossing werd op 16 oktober 1963 door de BBC uitgezonden. Het werd vertaald door Emiel van den Brande en  door de AVRO uitgezonden op maandag 17 mei 1965 (met een herhaling op donderdag 18 mei 1967). De regisseur was Bert Dijkstra. Het hoorspel duurde 65 minuten.

## Rolbezetting
- Tonny Foletta (George Jenkins)
- Eva Janssen (Gladys, zijn vrouw)
- Hans Karsenbarg & Paula Majoor (hun kinderen Charlie & Eileen)
- Jérôme Reehuis (monsieur Durand, een aardige kennis)
- Herman van Eelen (monsieur Blanchard, een hôtelier)
- Johan Wolder & Sacco van der Made (Jake & Pete, twee goede kennissen van Durand)
- Louis Bongers (Harry, een automonteur)
- Corry van der Linden (Mrs. Perkins, een klant)
- Constant van Kerckhoven (een inspecteur van politie)
- Hetty Berger (een dienster)

## Inhoud
Er bestaan ongetwijfeld heel aardige mannen, maar zodra het gezin Jenkins aan de Riviera met “zo’n aardige man” aanpapt, hoort men een wolf in schaapskleren heimelijk huilen. Het ligt er wel erg dik op, al dat betoon van vriendschap jegens vader Jenkins, van wie men geredelijk mag aannemen dat hij meer af weet van grutterswaren dan van detectiveromans. Dat de goede man daarenboven het kasregister vaardiger hanteert dan de starter van zijn auto, is een winstpunt te meer voor de meesmuilende “weldoener”. Bij het huiswaarts keren staat het sein dan ook duidelijk op onveilig. Het noodlot nadert met rasse schreden, ongure figuren staan klaar om zo nodig het lot een handje te helpen, de wolf waart door de Engelse dreven. Weldra is het zover dat een argeloos maagdeke de handen van haar belagers krabt en bijt. Hoe gelukkig is het bij zoveel tegenslag dat een nijver politieapparaat het nog altijd argeloos blatende gezin Jenkins met raad en daad terzijde staat. En eind goed, al goed: voortaan geen Riviera meer, maar tegen de vermoeienissen van het kruideniersbedrijf heul gezocht op de vertrouwde vaderlandse bodem!